# Memorial Arno Wallaard
O Memorial Arno Wallaard é uma carreira ciclista holandesa disputada em Alblasserwaard e Vijfheerenlanden (Holanda) e seus arredores.
Criada em 1984 pelo Rennersclub Jan van Arckel baixo o nome de Omloop Alblasserwaard (Circuito de Alblasserwaard), consistia numa prova amadora. Em 2007, a carreira passou a chamar-se Memorial Arno Wallaard, em homenagem a Arno Wallaard, um antigo membro do RC Jan van Arckel e falecido no ano anterior aos 26 anos de idade, seguindo sendo amador. Desde 2009 faz parte do UCI Europe Tour, dentro da categoria 1.2 (última categoria do profissionalismo).

## Palmarés
| Ano  | Ganhador              | Segundo              | Terceiro             |
| ---- | --------------------- | -------------------- | -------------------- |
| 1984 | Arie Overbeeke        | Kees Kolsteeg        | John de Vries        |
| 1985 | Arie Overbeeke        | Mathieu Hendriks     | Harrie Deelen        |
| 1986 | Patrick Bol           | Eric Nieuwerth       | Kees Hopmans         |
| 1987 | John de Crom          | Rene Beuzenkamp      | Wim Otte             |
| 1988 | Jos Gevers            | Rene Beuzenkamp      | Peter Hogervorst     |
| 1989 | Allard Engels         | Johan Melsen         | Godert de Leeuw      |
| 1990 | T Zwirs               | Marc den Hoed        | Casper van der Meer  |
| 1991 | Herman Woudenberg     | Ben van Leijen       | Desi Schilperoord    |
| 1992 | Max van Heeswijk      | Henk Schipper        | Rum Houtop           |
| 1993 | Stefan van Teijlingen | Dave van de Watering | Piet Eikelenboom     |
| 1994 | Leon Rotteveel        | Peter Voshol         | Tommy Post           |
| 1995 | Tommy Post            | Jan Goedendorp       | Pieter Stenger       |
| 1996 | Niels Harms           | Christian Back       | Tom Hoedemakers      |
| 1997 | Corné Castein         | Ben van Leijen       | Jacco Konijn         |
| 1998 | Edwin Hofstee         | Andries van Reek     | Adri Frijters        |
| 1999 | Arno Wallaard         | Rob Sienders         | Peter Voshol         |
| 2000 | Herold Dat            | Jurgen van Pelt      | Ad van den Boogaard  |
| 2001 | Peter van Agtmaal     | Jurgen van Pelt      | Mathieu Heijboer     |
| 2002 | Berry Hoedemakers     | Arthur Farenhout     | Paul van Schalen     |
| 2003 | Rob Koole             | Boudewijn de Graaff  | Nico Vuurens         |
| 2004 | Ger Soepenberg        | Marcel Beima         | Edwin Kompier        |
| 2005 | Gideon De Jong        | Thomas Berkhout      | Cornelius van Ooijen |
| 2006 | Dennis van Winden     | Dirk Bellemakers     | Bauke Mollema        |
| 2007 | Denis Flahaut         | Fulco van Gulik      | Lieuwe Westra        |
| 2008 | Cornelius van Ooijen  | Sebastian Frey       | Erik van Lakerveld   |
| 2009 | Lieuwe Westra         | Eric Baumann         | Kenny van Hummel     |
| 2010 | Stefan van Dijk       | Kenny van Hummel     | Denis Flahaut        |
| 2011 | Arne Hassink          | René Hooghiemster    | Mark Schreurs        |
| 2012 | Dylan van Baarle      | Jesper Asselman      | Daan Meijers         |
| 2013 | Coen Vermeltfoort     | Mike Teunissen       | Sejam De Bie         |
| 2014 | Edvin Wilson          | Thomas Stewart       | Umberto Atzori       |
| 2015 | Jasper Bovenhuis      | Wouter Mol           | Twan Castelijns      |
| 2016 | Maarten van Trijp     | Elmar Reinders       | Nicolai Brøchner     |
| 2017 | Timothy Stevens       | Sjoerd Kouwenhoven   | René Hooghiemster    |
| 2018 | Joshua Huppertz       | Cees Bol             | Dion Beukeboom       |
| 2019 | Alex Richardson       | Matthew Walls        | Gianni Marchand      |

## Palmarés por países
| País          | Vitórias |
| ------------- | -------- |
| Países Baixos | 31       |
| França        | 1        |
| Suécia        | 1        |
| Bélgica       | 1        |
| Alemanha      | 1        |
| Reino Unido   | 1        |